# نشنال هاربر (مریلند)
نشنال هاربر (به انگلیسی: National Harbor) شهری در ایالت مریلند کشور ایالات متحده آمریکا است که جمعیت آن در سرشماری سال ۲۰۱۰ میلادی، ۳٬۷۸۸ نفر بوده‌است.

## نگارخانه

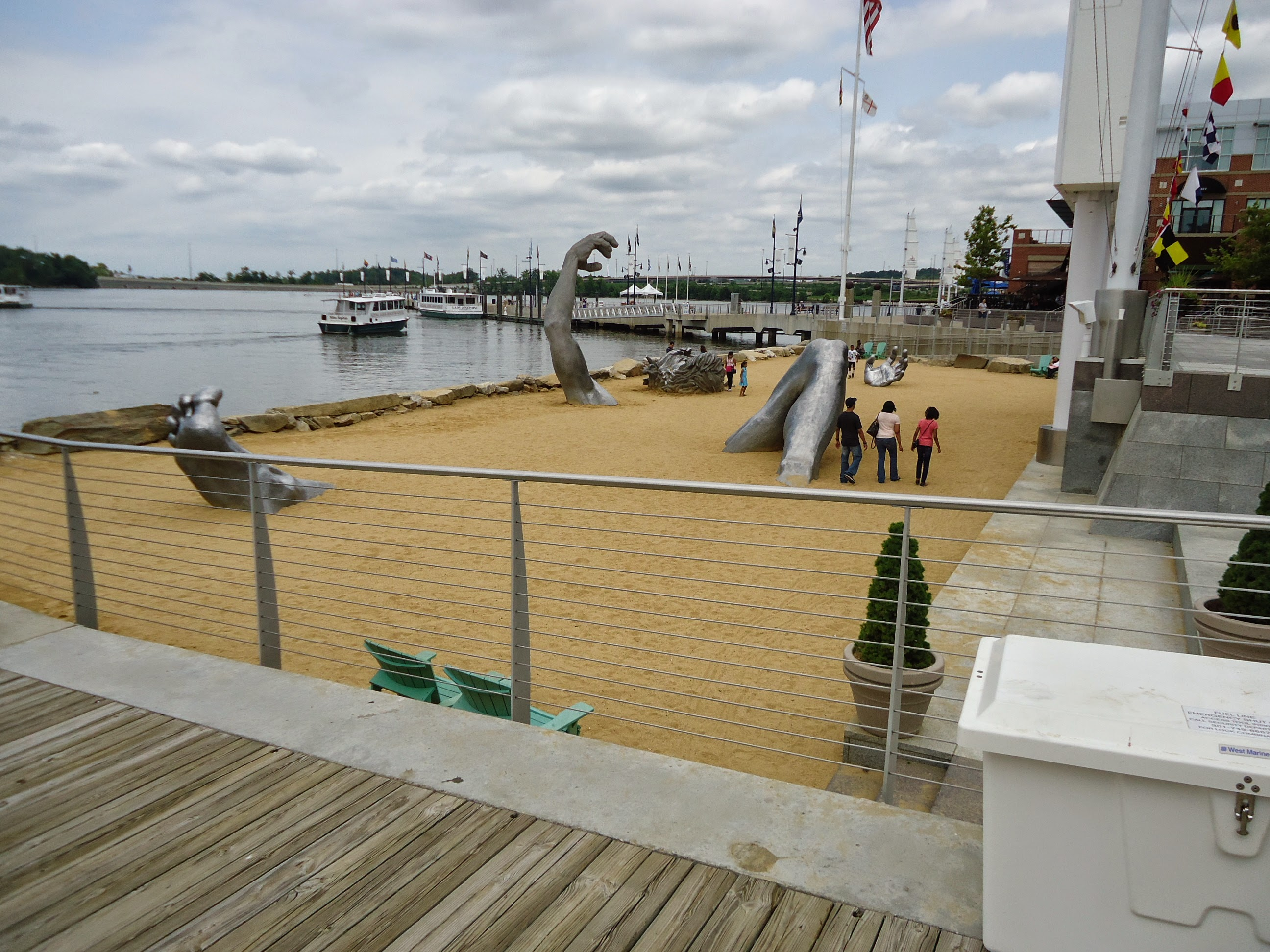
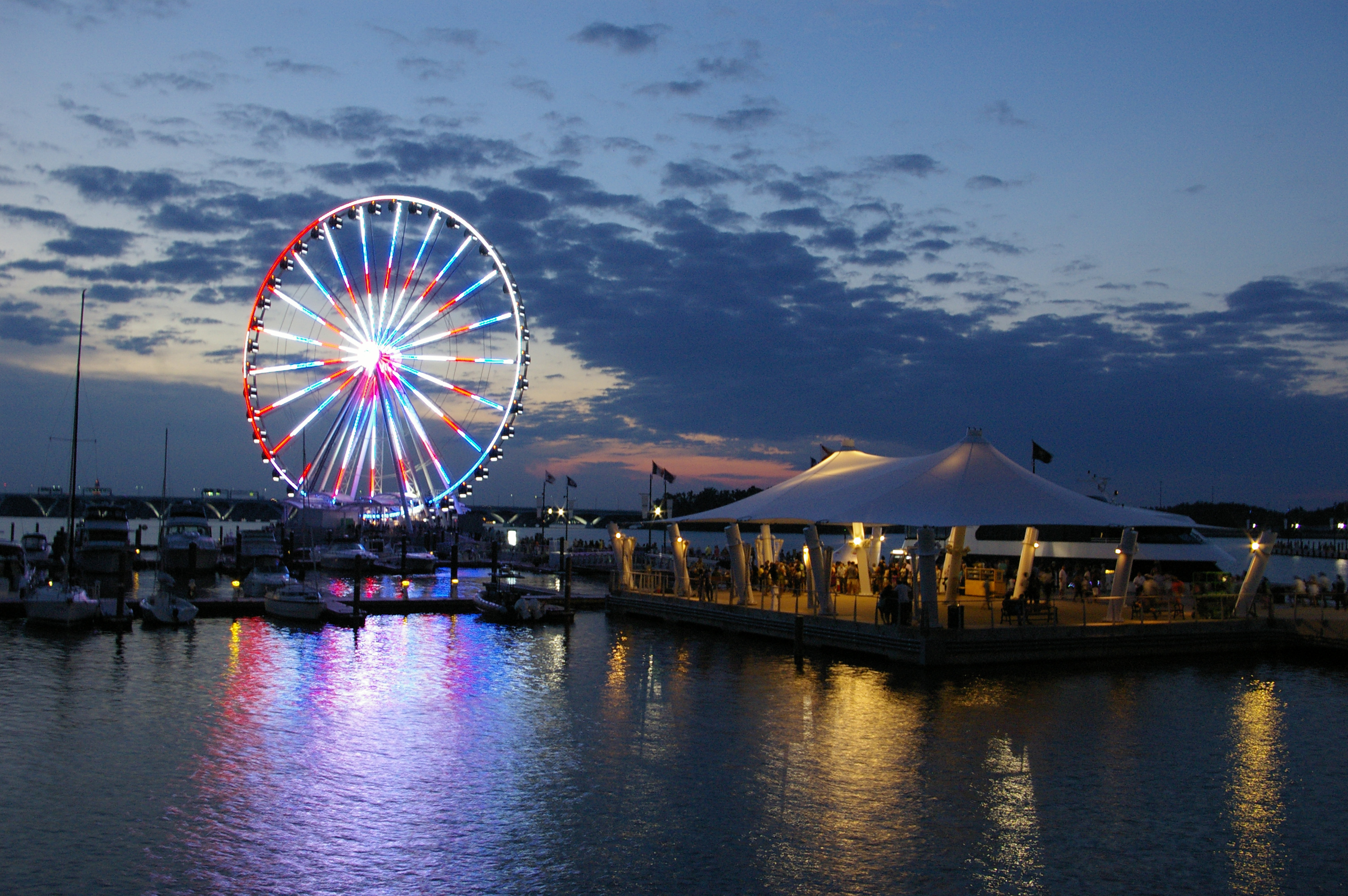
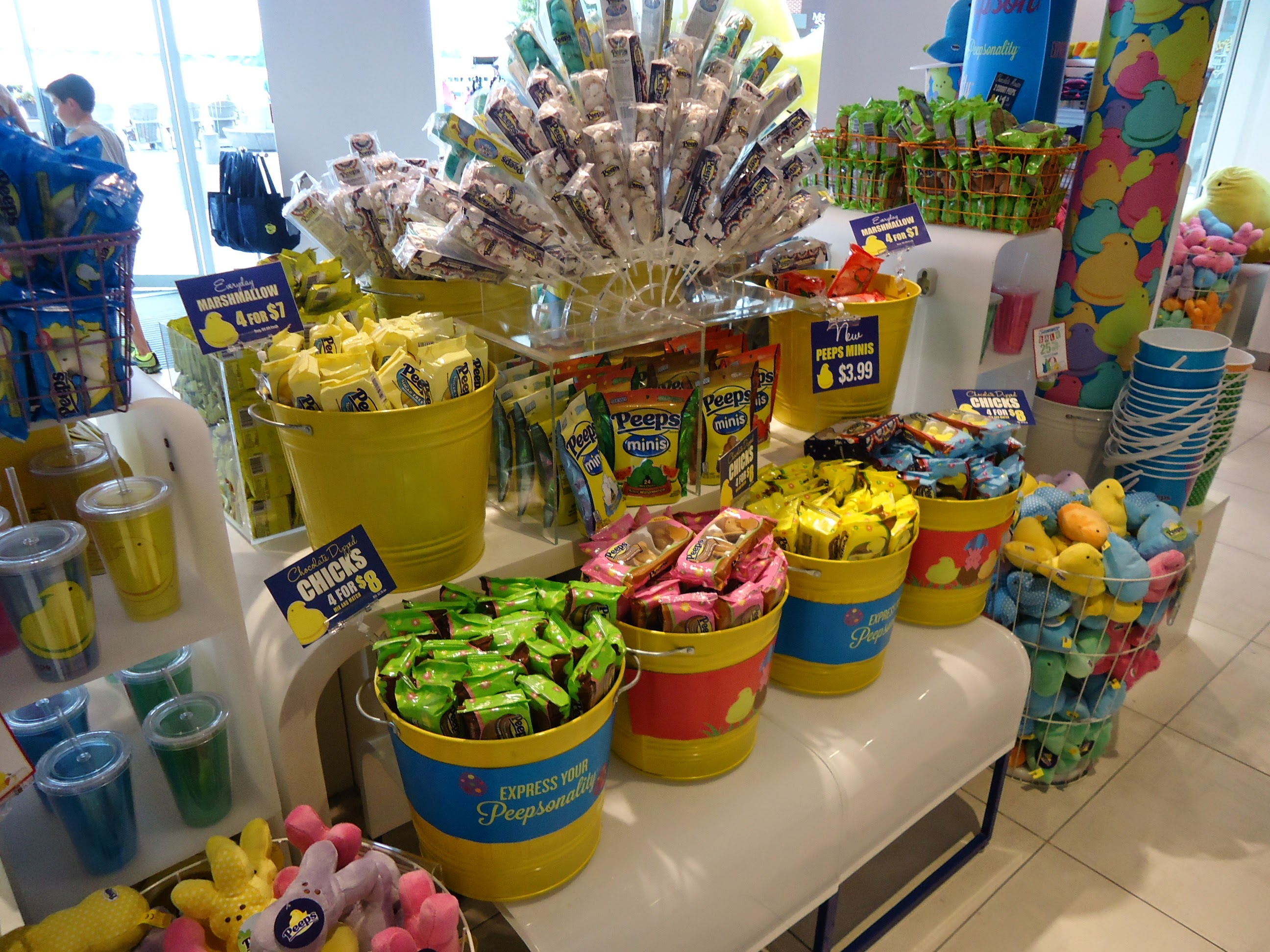
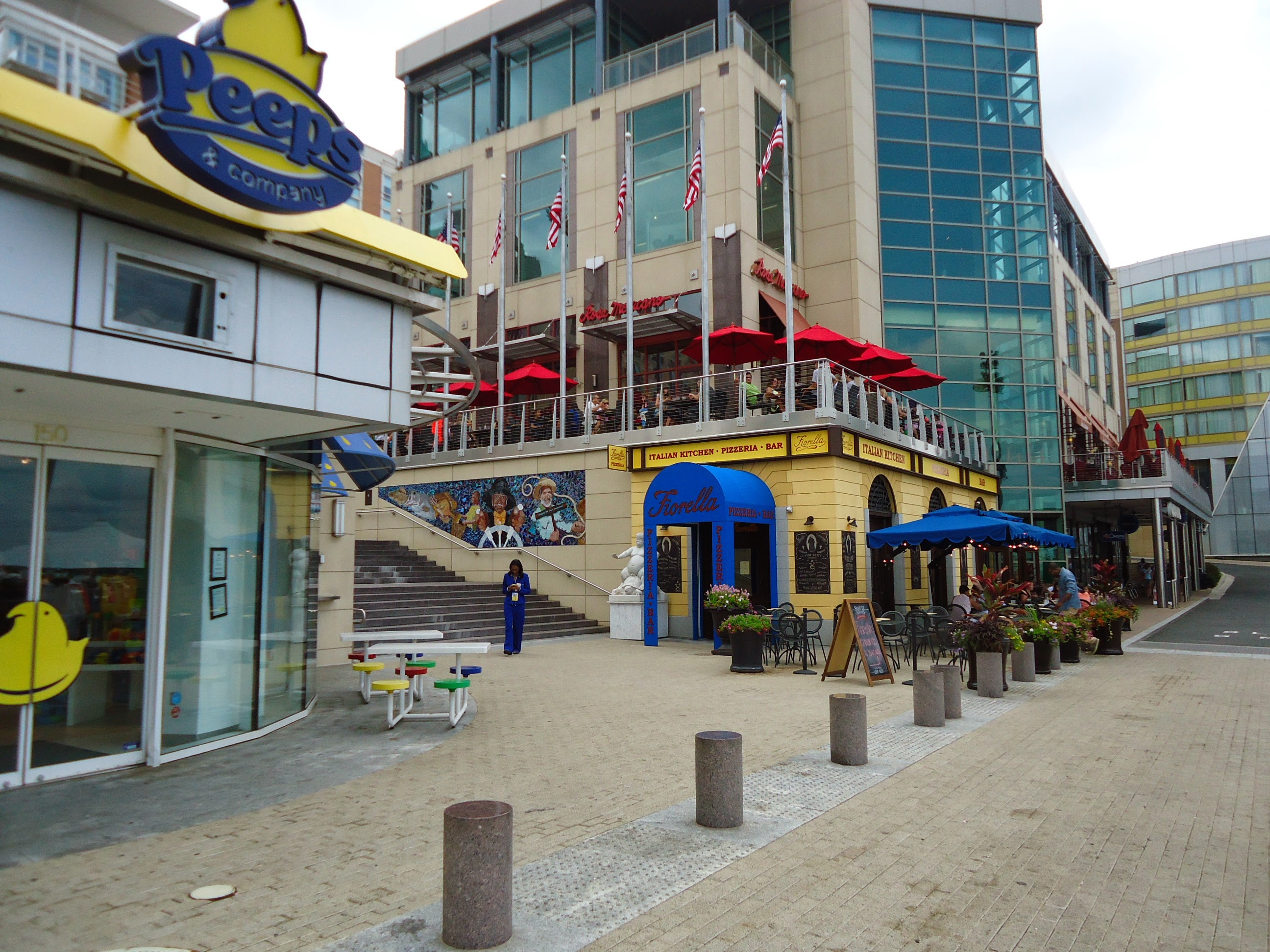